# Bima (peuple)
Pour les articles homonymes, voir Bima (homonymie).
Les Bima sont une population du Cameroun, vivant principalement dans une vingtaine de villages de la région du Sud-Ouest, dans le département du Ndian,
l'arrondissement de Mundemba. Ils font partie du groupe Oroko.
Leur nombre a été estimé à 7 250 lors du recensement de 1987, puis à 10 215 en 2000. Ces chiffres concernent les villages spécifiquement Bima, mais il faut y ajouter plusieurs milliers de Bima vivant dans d'autres localités, à population mixte.

## Langue
Ils parlent le bima, un dialecte de l'oroko.

## Villages
Les Bima sont présents principalement dans les localités suivantes :
- Bareka
- Beboka Bima
- Bekoko
- Boa Bima
- Ekumbako
- Esoki
- Fabe
- Ituka
- Iwei
- Kuma
- Manja
- Massaka Bima
- Matamani
- Mokange
- Mokango
- Mofako Bima
- Mundemba (ville)
- Mundemba II Bima
- Ngenye
- Ngumu